# Maumee Bight
Die Maumee Bight ist eine rund 10 km breite Bucht an der Westseite der antarktischen Ross-Insel. Sie gehört zum südlichen Abschnitt der Wohlschlag Bay. 
Benannt ist sie seit 1999 nach dem Tanker USNS Maumee, der von 1964 bis 1985 zur Versorgung der McMurdo-Station im Einsatz war.